# Zaeera pulcherrima
Zaeera pulcherrima là một loài bọ cánh cứng trong họ Cerambycidae.